# بیر هذیل (یمن)
 بیر هذیل  به عربی ( بیر الهُذیل  )، نام روستای است در عزلهٔ (الربع العربی)، در ناحیهٔ (سنحان)، از توایع استان اِب در کشور یمن در شبه جزیره عربستان است. 
جمعیت آن ۴۰۱ نفر (۹ خانوار) می‌باشد.